# Karl-Heinz Kunkel
Karl-Heinz Kunkel (* 4. September 1926; † 18. Juli 1994) war ein deutscher Fußballspieler, der für die saarländische Nationalmannschaft aktiv war.

## Karriere
Er spielte von 1955 bis 1957 beim ASC Dudweiler. Zudem wurde er am 3. Juni 1956 in einem Freundschaftsspiel gegen die Reserve der portugiesischen Nationalmannschaft eingesetzt; das Spiel endete 0:0.